# Agriphiloides
Agriphiloides é um gênero de mariposa pertencente à família Crambidae.